# Сушани
Сушани (словац. Sušany, угор. Susány) — село, громада в окрузі Полтар, Банськобистрицький край, центральна Словаччина. Кадастрова площа громади — 12,94 км². Населення — 422 особи (за оцінкою на 31 грудня 2017 р.).
Перша згадка 1407 року.

## Населення
| Рік:            | 1994. | 2004.   | 2014.   | 2024.   |
| --------------- | ----- | ------- | ------- | ------- |
| Кількість осіб: | 460   | 451     | 435     | 420     |
| Різниця:        |       | -1,95 % | -3,54 % | -3,44 % |

| Рік:            | 2023. | 2024.   |
| --------------- | ----- | ------- |
| Кількість осіб: | 422   | 420     |
| Різниця:        |       | -0,47 % |